# Oberea pseudopascoei
Oberea pseudopascoei là một loài bọ cánh cứng trong họ Cerambycidae.